# 密德瑟斯縣 (安大略省)
密德瑟斯縣（英語：Middlesex County）是加拿大安大略省西南部一個地方行政區，北臨休倫縣和珀斯縣，東及牛津縣，南至埃尔金县，西南鄰查塔姆-肯特，西面則與蘭布頓縣為鄰。密德瑟斯縣的縣治設於倫敦市，而倫敦市和密德瑟斯縣亦屬於同一個人口普查區；然而，倫敦市卻是一個獨立於密德瑟斯縣的分割行政區（separated municipality），兩者在行政上互不相干。據2011年人口普查所示，密德瑟斯縣連同倫敦市共有439151名居民。
上加拿大政府於1800年設立密德瑟斯縣，但當時只作選舉、民兵防衛、勘探和土地註冊之用，沒有地方行政功能；該縣的實際行政事務由倫敦區（District of London）負責。區級行政區別於1849年取消，其行政功能由縣級行政區別取代，密德瑟斯縣亦隨之正式成立縣級政府。

## 轄區
密德瑟斯縣轄下8個鎮鄉如下：
- 阿德萊德梅特卡夫鄉（Township of Adelaide Metcalfe）
- 盧坎比多夫鄉（Township of Lucan Biddulph）
- 密德瑟斯中央鄉（Township of Middlesex Centre）
- 北密德瑟斯自治區（Municipality of North Middlesex；正式建制為鄉）
- 西南密德瑟斯自治區（Municipality of Southwest Middlesex；正式建制為鄉）
- 斯特拉斯羅伊-卡拉多克鄉（Township of Strathroy-Caradoc）
- 泰晤士中央自治區（Municipality of Thames Centre；正式建制為鄉）
- 紐伯里村（Village of Newbury）

## 外部連結
- （英文）密德瑟斯縣官方網站 （页面存档备份，存于）